# كرال تي في
كرال تي في (بالتركية: Kral TV)‏ هي قناة تلفزيونية خاصة في تركيا بدأت العمل في أغسطس 1994 . وأنهت القناة بثها عبر الأقمار الصناعية في 1 فبراير 2019 وتبث القناة الأغاني التركية فقط من تركيا. وبطبيعة الحال، هناك قنوات أخرى تسمى كرال عالمي ، وهي مخصصة لمقاطع الفيديو الموسيقية الأجنبية والعالمية. KRAL 90'ler، وهو مخصص لمقاطع الفيديو الموسيقية في التسعينيات.